# Caenolampis ottei
Caenolampis ottei är en insektsart som beskrevs av Glenn Jr. 1988. Caenolampis ottei ingår i släktet Caenolampis och familjen Romaleidae. Inga underarter finns listade i Catalogue of Life.